# Noitibó-montes
Noitibó-montes ou noitibó-da-montanha (Caprimulgus poliocephalus) é uma espécie de noitibó da família Caprimulgidae.
Pode ser encontrada nos seguintes países: Angola, República Democrática do Congo, Eritreia, Etiópia, Quénia, Malawi, Arábia Saudita, Sudão, Tanzânia, Uganda e Zâmbia.